# Archisynarsis mongolica
Archisynarsis mongolica är en stekelart som beskrevs av Szabó 1973. Archisynarsis mongolica ingår i släktet Archisynarsis och familjen trefåresteklar. Inga underarter finns listade.